# Ennemain
Ennemain é uma comuna francesa na região administrativa de Altos da França, no departamento de Somme. Estende-se por uma área de 6,44 km². Em 2010 a comuna tinha 275 habitantes (densidade: 42,7 hab./km²).